# Boris Martínez
Boris Néstor Martínez Salazar (1933) fue un militar panameño jefe de la división norte de la provincia de Chiriquí de la antigua Guardia Nacional, la que después fue convertida en Quinta Zona Militar. Encabezó el Golpe de Estado en Panamá de 1968, que derrocó al presidente electo Arnulfo Arias Madrid, quien solo llevaba once días en el cargo. El 24 de febrero de 1969, fue enviado por Omar Torrijos hacia Estados Unidos, a bordo de un avión junto con los coroneles Federico Boyd y José Ramos y el Mayor Humberto Jiménez, desapareciendo de la escena política para siempre.

## Biografía
Efectuó sus estudios en la escuela Manuel José Hurtado y luego se graduó de Bachiller en Ciencias en el Instituto Nacional de Panamá.
Sus estudios castrenses los efectuó en el heroico Colegio Militar de México, donde obtuvo el grado de subteniente de artillería. El 25 de noviembre de 1955 ingresó a la Guardia Nacional, a la edad de 22 años con el rango de subteniente, y en 1962 ya era mayor.
Se le consideraba como un militar de línea dura. Tras el golpe, fue ascendido a teniente coronel y nombrado subjefe de Estado Mayor. Martínez Salazar participó en cursos de contrainsurgencia y armas tácticas en los fuertes Sherman y Gullick.

## Golpe de Estado de 1968

### Acontecimientos del 11 de octubre de 1968
En una entrevista realizada en 2013, en Miami, Boris Martínez relato como acontecieron los hechos durante el Golpe de Estado de 1968. 
En una improvisada y apresurada reunión en la sala de oficiales del cuartel de Tocumen, el mayor Boris Martínez Salazar le informa a un grupo íntimo y mínimo de oficiales, su decisión de derrocar al presidente Arnulfo Arias Madrid. En el sitio se encontraban el Mayor Fred Boyd, jefe de Tocumen; el capitán Wilfredo Meléndez, 2.º jefe de Tocumen; el capitán Humberto Jiménez, el subteniente Carlos Peré, el teniente Ángel Mina, el subteniente Remón, y el subteniente Luis Carlos Müller. Mientras los oficiales dibujaban las estrategias para consolidar un golpe, la reunión se ve interrumpida por la llegada del teniente coronel Omar Torrijos Herrera, quien no había sido convocado a la misma por su “fama de abrir mucho la boca cuando tomaba tragos.” Comentario que desató la ira de Torrijos, quien increpó a Martínez por faltarle el respeto a su superioridad de rango. Al final, los oficiales deciden, con Torrijos presente, que este último no participaría en ninguna de las operaciones militares que se llevarían a cabo para derrocar a Arias, y se le ordena regresar al Cuartel Central para mantenerse al margen de las circunstancias. Martínez, en total secretismo, da la orden a sus oficiales de arrestar a Torrijos si este asume alguna posición sospechosa, o incumple con lo pactado.
A las 7:00 p. m., ahora desde la Provincia de Chiriquí, Martínez anuncia por radio que el presidente Arias había sido separado de su cargo tras un alzamiento militar. Alrededor de las 9:00 p. m., el Cuartel Central cae en control de los alzados. A las 10 de la noche caería la Presidencia.
A las 11:00 p. m., Arnulfo Arias Madrid se asila en la Zona del Canal. A la 1:00 a. m., Boris Martínez llega a la Comandancia. Y a las 6:00 de la mañana del sábado 12 de octubre de 1968, empieza, de manera oficial, la dictadura militar. Una semana más tarde, Boris asciende a coronel, igualando en rango a Torrijos, y convirtiéndose en lo que muchos señalaron como “el verdadero poder detrás del poder; llegando a mandar por encima de la nueva Junta Provisional de Gobierno, del Gabinete, y del propio Torrijos,” quien con su nuevo rango de coronel, había sido elevado a jefe de la Guardia Nacional.
De acuerdo al entonces subteniente Luis Carlos Müller, encargado del pelotón que asaltó la Presidencia de la República el en ese entonces coronel Omar Torrijos Herrera se encontraba en estado de ebriedad al momento del golpe del Golpe de Esta del 11 de octubre de 1968. Müller dijo que Torrijos "no participó directamente" en el golpe que derrocó a Arias Madrid. "Él Torrijos, sí estaba completamente borracho y quienes dieron verdaderamente el golpe fue el mayor Ernesto "Boris" Martínez Salazar, jefe de la zona militar de Chiriquí y Bocas del Toro y el mayor Federico Boyd, jefe del Batallón de los Pumas en Tocumen. 
El subteniente Luis Carlos Müller integró el tercer pelotón de fusiles de la compañía Pumas, fue el encargado de tomar el Palacio de las Garzas, donde permaneció durante tres días. 
«Acomodé a todo mi personal en las camas que estaban disponibles. Después no había cama para mí y les dije: “Ni modo pues, acomódenme la cama del presidente», recordó Müller. Reconoció que Arnulfo Arias Madrid, fue un mandatario austero. Tenía «un cuarto muy sencillo y pequeño, con una cómoda. No era un cuarto para un presidente».
La decisión de derrocar a Arias, se manejó desde el 27 de septiembre de 1968, durante una reunión de los jefes de las zonas militares, porque se sabía que el mandatario «iba a descabezar a la Guardia Nacional».
La nómina de oficiales que firmaron la proclama golpista incluía a: Boris Martínez, Omar Torrijos, Humberto Ramos, Pantaleón De la Guardia, Rodrigo García, Florencio Flores Aguilar, Juan B. Bernal, Luis Q. Nenzen Franco, Antonio Suárez, Rubén Darío Paredes, Manuel J. Araúz, Serafín Achurra, Pedro Ayala, Julián Melo, Aristóteles García, Tomás Douglas, Agustín Barrios, Florencio Berenguer, Roberto Díaz Herrera, Manuel Alba y Kleber De Lora.
En el derrocamiento también estaban involucrados: Aristides Hassán, Ramiro Silvera, Amado Sanjur, Saverio Epifanio, Juan Luis Metzner, Tomás Natera, Federico Boyd, Luis Segura, Humberto Jiménez, Alejandro Araúz, Pedro Cedeño, Ángel Mina, Marcos Justine, Ricardo García, Juan Meléndez, Pacífico Saavedra, Armando Contreras, Luis Sousa, Cecilio Fisher, Simón Ferrara y Armando Bellido. 
El primer gabinete conformado tras el golpe lo integraron: Eduardo Morgan Jr. (Gobierno), Henry Ford (Hacienda), Carlos López Guevara (Cancillería), Roger Decerega (Educación), Celso Carbonell (Obras Públicas), Rafael Zubieta (Comercio), Salvador Medina (Trabajo) y Juan Materno Vásquez (Presidencia).

### Acontecimientos posteriores al Golpe de Estado del 11 de octubre de 1968
El gobierno intentaba dar una apariencia de unidad, pero debajo de la superficie se cocían rivalidades y diferencias de pareceres, especialmente sobre el giro que debía tomar la política de Estado.
La primera crisis sobrevino el 8 de diciembre, con la renuncia de varios de los miembros del gabinete de civiles, a raíz de la detención y exilio de un grupo de figuras relacionadas con los gobiernos de Marcos Aurelio Robles (1964-1968) y de Arnulfo Arias Madrid, a los que se acusaba de malversación de fondos. Entre los presos figuraban Azael Vargas; el director del Idaan, Federico Guardia; el director de la CSS, Laurencio Jaén. Al exilio, había ido otro tanto, entre ellos Jorge Velásquez, antiguo director del Banco Nacional y exembajador de Panamá en Estados Unidos. ‘No es persecución, se trata de deslindar responsabilidades, de establecer en la mente de los panameños de hoy, y por siempre, el concepto de que los dineros públicos son sagrados y no pueden ser usados para beneficio personal... ‘, señaló Omar Torrijos Herrera en relación con las detenciones.
El asunto tomó más fuerza cuando se llamó de vuelta al país – aun no había presentado sus credenciales - al conocido empresario Roberto Alemán, nombrado embajador de Panamá en Estados Unidos por el depuesto presidente Arias. Igualmente, de forma sorpresiva, a Gonzalo Tapia, pariente de Torrijos, nombrado cónsul en Nueva York, se le impuso arresto domiciliario. La renuncia forzada de monseñor Tomás Clavel, arzobispo de Panamá también llamó la atención.
El 20 de enero, un artículo publicado en la prensa estadounidense sugería qué era lo que pasaba en el país: el gobierno panameño ‘estaba convirtiéndose en la dictadura de una sola persona': Boris Martínez.
Boris Martínez, autor principal del golpe, era un militar de carrera de 37 años, que según la prensa estadounidense ‘odiaba a los monos gordos' de la oligarquía panameña, indicaba un cable de la agencia NANA, publicado en numerosos diarios estadounidenses el 23 de febrero de 1969.
El mismo artículo describía a Martínez como un ‘hombre inteligente, pero duro e inmisericorde, que no respetaba ninguna opinión que no fuese la suya (el doctor Nicolás Ardito Barletta, en su libro, Huellas, relata que cuando explicaba a Torrijos y Martínez cómo podía ser saneada la economía panameña, Martínez se negó a escucharlo porque ‘el tenía sus propias ideas').
Pero la figura de Martínez era respetada por las tropas, y según el recuento del coronel Amado Sanjur, estaba relegando a Torrijos ‘a la ociosidad y al consumo de tabaco y licor'.
Pero las decisiones drásticas de Martínez empezaron a provocar escozor dentro de las filas de la Guardia Nacional, entonces inmersa en el desorden institucional y confusión de funciones.
Según Sanjur, varios oficiales corrieron la suerte de quedar ‘relevados de sus cargos, presos o enviados al exilio', solo por articular un comentario que no fuera de su agrado. En una ocasión, continúa el coronel, el mayor Bolívar Rodríguez le comentó a Martínez: ‘Bueno, ya se dio el golpe, ahora, ¿Cuándo se van a hacer las nuevas elecciones?'. Esto, según Sanjur, fue suficiente para que Martínez lo mandara a la cárcel y al exilio. Martínez tampoco gustaba demasiado de los estadounidenses y no le agradaba que estos estuvieran cerca de sus cuarteles, ni que sus hombres asistieran a los actos oficiales de la Zona del Canal, como siempre se había hecho. En una ocasión, según relata el coronel Sanjur, Martínez prohibió que se dejase a los militares estadounidenses entrar a los cuarteles. ‘No veo dónde está escondida la bomba atómica', le respondería su subalterno, haciendo el gesto exagerado de levantar el mantel de la mesa para mostrar que no había ningún explosivo debajo. A esto, Martínez le respondió de forma brusca: ‘Tu no eres más que un vendido'.Pero el coronel no se intimidó y con un manotazo en la mesa le espetó: ‘Ya tenemos frentes de enemistad con los políticos, los profesionales, los comerciantes, el clero, los estudiantes y el profesorado, el cuerpo diplomático y otros más. No debemos seguir peleando contra de todo el mundo …'.Supuestamente, según el mismo relato, Torrijos, que estaba presente, lo habría apoyado.
El destino de Martínez quedó sellado el 21 de febrero de 1969, cuando anunció por cadena de radio y televisión sorpresivamente que el gobierno nacional iniciaría una reforma agraria bajo el lema de "Campesinos de Mi Patria", que asustó al sector empresarial. Este suceso produjo el "minigolpe" de Torrijos, que involucró el envío al exilio de Boris Martínez y sus colaboradores Federico Boyd Chapman, Humberto Jiménez Aguirre y Humberto Ramos Bustamante. De esta manera, el 24 de febrero de ese año, 4 meses y 15 días después del golpe de Estado, Torrijos llamó a Martínez a su oficina, con la excusa de que «necesitaba mostrarle algo». De acuerdo con el mismo Boris Martínez, quien ha dado su versión de los hechos: «Los miembros del Estado Mayor [...] me esposaron, me amordazaron con una larga pieza de esparadrapo militar [...] me montaron en un avión DC-3 y me enviaron a Miami». Allá fue recibido por Fernando Manfredo y Roberto Alemán, quienes le ofrecieron la embajada que él quisiera. Martínez contó (al periodista Amílcar Santamaría) haberse negado a esa “grosera transacción” y, acto seguido, ingresó a Estados Unidos.